# Andrés Rouga
Enrique Andrés Rouga Rossi (ur. 2 marca 1982 w Caracas) – wenezuelski piłkarz występujący na pozycji obrońcy. Zawodnik klubu UD Las Zocas.

## Kariera klubowa
Rouga zawodową karierę rozpoczynał w 2000 roku w zespole Caracas FC. W 2001, 2003 oraz 2004 roku zdobył z nim mistrzostwo Wenezueli. W 2006 roku odszedł do kolumbijskiego Junior Barranquilla. Spędził tam sezon 2006, a potem wrócił do Caracas FC. W 2007 roku zdobył z nim kolejne mistrzostwo Wenezueli.
W 2007 roku Rouga trafił do cypryjskiego Alki Larnaka. Przez 2 lata rozegrał tam 56 spotkań i zdobył 7 bramek. W 2009 roku odszedł do AEL-u Limassol. Jego barwy reprezentował z kolei przez rok. W tym czasie zagrał tam 10 meczach i strzelił 1 gola. W 2010 roku wrócił do Wenezueli, gdzie został graczem klubu Deportivo Táchira. Następnie grał w Mineros de Guayana, Metropolitanos Caracas, Estudiantes de Mérida, AO Ajia Napa i ASIL Lysis.

## Kariera reprezentacyjna
W reprezentacji Wenezueli Rouga zadebiutował w 2002 roku. W 2004 roku został powołany do kadry na Copa América. Na tamtym turnieju, który Wenezuela zakończyła na fazie grupowej, nie wystąpił ani razu.
W 2007 roku ponownie wziął udział w Copa América. Zagrał na nim w meczach z Peru (2:0) i Urugwajem (0:0). Z tamtego turnieju Wenezuela odpadła w ćwierćfinale.